# Université de Guyane
L'université de Guyane est une université qui est créée en 2014 en Guyane, issue de la scission de l'université des Antilles et de la Guyane.

## Histoire
Le pôle universitaire est historiquement une partie de l'université des Antilles et de la Guyane, comme existait auparavant une académie des Antilles et de la Guyane, avant qu'au 1er janvier 1997 elle soit scindée en trois académies distinctes pour la Guadeloupe, la Guyane et la Martinique.
Un conflit contre la tutelle basée en Guadeloupe coalise, en début de l'année universitaire 2013-2014, les personnels, professeurs et étudiants de Guyane qui revendiquent leur indépendance par rapport à l'université des Antilles et de la Guyane. Une grève paralyse l'université pendant plus d'un mois, les Guyanais s'estimant sous-dotés par rapport aux étudiants antillais. Le mouvement syndical déclare l'université de Guyane indépendante fin octobre, un accord de fin de conflit est signé le 11 novembre 2013.
La création de l'université de Guyane est décidée, le décret de création est publié le 30 juillet 2014, pour la rentrée universitaire de septembre 2014. Une administratrice provisoire est chargée de « mettre en œuvre étape par étape » cette université dans la concertation. L'autonomie complète de l'université intervient le 1er janvier 2015. La première rentrée solennelle de l'Université de Guyane s'est déroulée le 11 septembre 2015, en présence de Christiane Taubira, alors Ministre de la Justice et Garde des Sceaux .

### Présidents
| Identité                            | Période | Période  | Durée |
| Identité                            | Début   | Fin      | Durée |
| ----------------------------------- | ------- | -------- | ----- |
| Richard Laganier, (né en 1967)      | 2014    | 2017     | 3 ans |
| Antoine Primerose (d), (né en 1965) | 2017    | 2023     | 6 ans |
| Laurent Linguet (d),                | 2023    | En cours | 2 ans |

## Composantes de formation
Dans sa dimension enseignement, l'université de Guyane est composée de quatre départements de formation et de recherche (DFR), d'un institut universitaire de technologie (IUT), d'un institut national supérieur du professorat et de l'education (INSPE) ainsi que d'un service commun de formation continue (IUFC).

### Départements de formation et de recherche
- Droit et sciences économiques
- Lettres, langues, sciences humaines et sociales
- Santé
- Sciences et technologies

### Instituts
- Institut universitaire de technologie à Kourou[16]
- Institut national supérieur du professorat et de l'éducation de Guyane [17]

## Localisation
L'université de Guyane compte 4 400 étudiants sur deux campus :
- Le Pôle universitaire guyanais (campus de Troubiran) à Cayenne ;
- L'IUT (campus de Bois-Chaudat)  à Kourou.

L'école supérieure du professorat et de l'éducation ainsi que le service commun de formation continue sont également implantés à Saint-Laurent-du-Maroni dans différents locaux qui ne sont pas regroupés en campus.

## Évolution démographique
Évolution démographique de la population universitaire 

| 2014  | 2015  | 2016  | 2017  | 2018  | 2019  | 2020  | 2021  |
| ----- | ----- | ----- | ----- | ----- | ----- | ----- | ----- |
| 2 536 | 2 887 | 3 364 | 3 360 | 3 651 | 3 863 | 4 004 | 3 946 |

| 2022  | - | - | - | - | - | - | - |
| ----- | - | - | - | - | - | - | - |
| 3 433 | - | - | - | - | - | - | - |